# Italiens Grand Prix 1974
Italiens Grand Prix 1974 var det trettonde av 15 lopp ingående i formel 1-VM 1974. 

## Resultat
1. Ronnie Peterson, Lotus-Ford, 9 poäng
2. Emerson Fittipaldi, McLaren-Ford, 6
3. Jody Scheckter, Tyrrell-Ford, 4
4. Arturo Merzario, Williams (Iso Marlboro-Ford), 3
5. Carlos Pace, Brabham-Ford, 2
6. Denny Hulme, McLaren-Ford, 1
7. John Watson, John Goldie Racing (Brabham-Ford)
8. Graham Hill, Hill (Lola-Ford)
9. David Hobbs, McLaren-Ford
10. Tom Pryce, Shadow-Ford
11. Patrick Depailler, Tyrrell-Ford

### Förare som bröt loppet
- Clay Regazzoni, Ferrari (varv 40, motor)
- Niki Lauda, Ferrari (32, motor)
- Jacky Ickx, Lotus-Ford (30, gasspjäll)
- Rolf Stommelen, Hill (Lola-Ford) (25, upphängning)
- Jacques Laffite, Williams (Iso Marlboro-Ford) (22, motor)
- Jean-Pierre Jarier, Shadow-Ford (19, motor)
- Vittorio Brambilla, March-Ford (16, olycka)
- Tim Schenken, Trojan-Ford (15, växellåda)
- Carlos Reutemann, Brabham-Ford (12, växellåda)
- Hans-Joachim Stuck, March-Ford (11, chassi)
- Henri Pescarolo, BRM (3, motor)
- James Hunt, Hesketh-Ford (2, motor)
- François Migault, BRM (1, växellåda)
- Jean-Pierre Beltoise, BRM (0, elsystem)

### Förare som ej kvalificerade sig
- José Dolhem, Surtees-Ford
- Carlo Facetti, Scuderia Finotto (Brabham-Ford)
- Derek Bell, Surtees-Ford
- Mike Wilds, Ensign-Ford
- Chris Amon, Amon-Ford
- Leo Kinnunen, AAW Racing Team (Surtees-Ford)